# I Won't Give In
"I Won't Give In" é uma canção da banda de rock inglesa Asking Alexandria. Foi lançada em 27 de maio de 2015 como o primeiro single de seu quarto álbum de estúdio The Black. É a primeira música com o novo vocalista Denis Stoff após a saída de Danny Worsnop em janeiro de 2015.
Recebeu a certificação de disco de ouro pela RIAA em 6 de dezembro de 2023.

## Antecedentes e temas
Após a saída repentina do vocalista Danny Worsnop no início de 2015, a banda o substituiu pelo cantor ucraniano Denis Stoff (ex-membro do Make Me Famous e Down & Dirty). O guitarrista e fundador Ben Bruce afirmou que a saída de Worsnop era "inevitável" e que Worsnop não se importava mais com a banda. Conforme confirmado por Bruce, a letra da canção foi escrita apontando para Worsnop, contando seus sentimentos de raiva em relação a saída do cantor: "A maioria das letras [do The Black] foram escritas para o Danny e muitas delas eram bastante rancorosas e várias delas eram bem transtornadoras". Ele também mencionou que Stoff o apoiou neste momento, sugerindo que Bruce não queria que o álbum fosse apenas sobre o ex-vocalista. Depois disso, parte das letras foram reescritas. Worsnop expressou uma resposta positiva, dizendo: "Fico feliz em saber que esta merda ainda segue forte".

## Videoclipe
No dia 23 de setembro de 2015, a Sumerian lançou o videoclipe da música no YouTube feito a partir de imagens da banda tocando na Vans Warped Tour. Já a versão em vídeo de letras mostra a letra da canção aparecendo em formato de jornal e frases dos membros que não fazem parte da letra.

## Ficha técnica
- Denis Stoff – vocal principal
- Ben Bruce – guitarra solo, vocais de apoio
- Cameron Liddell – guitarra rítmica
- Sam Bettley – baixo
- James Cassells – bateria

## Paradas
| Parada (2015)                              | Posição de pico |
| ------------------------------------------ | --------------- |
| Estados Unidos (Billboard Mainstream Rock) | 16              |
| US Rock Digital Songs (Billboard)          | 26              |